# Habib Beye
Habib Beye (Suresnes, 19 de Outubro de 1977) é um ex-futebolista senegalês, nascido na França. Atualmente comanda o Rennes.
Jogou pelo Aston Villa e posteriormente pelo Doncaster Rovers. Jogou também pela Seleção Senegalesa de Futebol. Sua posição de origem é a lateral-direita, mas pode atuar também como zagueiro.

## Carreira
Sua carreira profissional iniciou-se no Paris Saint-Germain em 1997, embora permanecesse na reserva e jogando a quinta divisão nacional. No final da temporada, em 1998, transferiu-se para o RC Strasbourg, por uma quantia não divulgada. Fez sua estreia na Liga Francesa em 8 de agosto de 1998, num empate em 0 a 0 contra o Olympique Lyonnais. Atuou num total de 23 vezes em toda a temporada, sua primeira no clube. 
Na temporada seguinte, atuou em apenas cinco derrotas de sua equipe, compensadas em 2 de outubro de 1999, com um empate de 2 a 2 contra o FC Girondins de Bordeaux. 
Assinou em 2003 com o Olympique de Marseille, onde permaneceu por 4 anos e fez 147 partidas num total de 4 temporadas. Transferiu-se para o Newcastle United, da Inglaterra em 2007. Foram 2 temporadas, a última como titular, mas com o rebaixamento do time em 2009, ele foi vendido para o Aston Villa, também da Inglaterra.

## Seleção
Pela Seleção Senegalesa disputou 3 edições da Campeonato Africano das Nações e 1 Copa do Mundo.